# The Secret (EP)
The Secret —en español: El secreto— es el segundo extended play del cantante y compositor estadounidense Austin Mahone, lanzado de manera oficial el 27 de mayo de 2014 bajo el sello discográfico de Republic Records.

## Recepción

### Comentarios de la crítica
The Secret contó con críticas tanto positivas como negativas. El escritor Stephen Thomas Erlewine de Allmusic le otorgó una calificación de tres estrellas y habló favorablemente de «Next to You» y «Mmm Yeah», aunque desfavoreció el estilo del cantante diciendo que «no era carismático». Jason Lipshutz de Billboard le colocó una puntuación de 71 sobre 100 y dijo que la producción del disco está muy «pulida» y posee voces «teatrales y grandes». También notó influencias de álbumes de boy bands de los años 90 como los Backstreet Boys, lo cual destacó como algo bueno. Aunque, Lipshutz expresó que si bien los ritmos y estribillos pueden resultar «entretenidos», no son lo bastante buenos para «deslumbrar». El crítico Nick Catucci de la revista Rolling Stone expresó que si bien Mahone es un buen cantante, el disco evoca demasiado a 'N Sync y que no terminar de «llenar el vacío» dejado por el cantante canadiense Justin Bieber.

### Recibimiento comercial
Comercialmente, The Secret tuvo una recepción desfavorable mundialmente. En los Estados Unidos, el disco debutó en la posición número cinco del Billboard 200 durante la semana del 14 de junio de 2014 con 46 000 copias, y esas mismas copias le permitieron debutar en el número dos del Digital Albums. Sin embargo, a la semana siguiente cayó hasta el número treinta y cuatro en el Billboard 200 con tan solo 8000 copias vendidas. Al respecto, el productor ejecutivo de Republic Records, Avery Lipman, dijo que el equipo estaba decepcionado con las bajas ventas del disco, las cuales fueron menores a las esperadas, y que a pesar del impacto que Mahone había tenido previamente, no podría ser comparado con el debut de My World de Justin Bieber, el cual debutó con más de 137 000 copias en 2009. Por otra parte, The Secret llegó al número once en Canadá y Noruega, al doce en Italia, al dieciocho en Dinamarca y al veintitrés en España. En los Países Bajos en las dos regiones de Bélgica también ingresó a sus listas, pero no logró los cuarenta primeros.

## Lista de canciones
- Edición estándar

| The Secret |                             | |          |  |
| N.º        | Título                      | Escritor(es) | Duración |  |
| 1.         | «Till I Find You»           | Mika Guillory, Bilal Hajji. Jimmy Joker, AJ Junior, Austin Mahone, RedOne y Ameerah A. Roelants                                                                     | 3:00     |  |
| 2.         | «Next to You»               | Björn Djupström, Jimmy Joker, AJ Junior, Austin Mahone y RedOne | 3:04     |  |
| 3.         | «Mmm Yeah» (con Pitbull)    | Joe Khajadourian, William Lobban-Bean, Ethan Lowery, Austin Mahone, Lamar Mahone, Keith Mayberry, Armando C. Pérez, Alex Schwartz, Craig Simpkins y Lidell Townsell | 3:51     |  |
| 4.         | «Secret»                    | Mika Guillory, Bilal Hajji, Jimmy Joker, AJ Junior, Austin Mahone y RedOne                                                                                          | 3:18     |  |
| 5.         | «Can't Fight This Love»     | Aleena Gibson, Kevin Högdahl, Austin Mahone, RedOne y Fredrik Thomander                                                                                             | 2:46     |  |
| 6.         | «All I Ever Need»           | Austin Mahone y Robert Villanueva | 3:33     |  |
| 7.         | «The One I've Waited For»   | Tiny Island, AJ Junior, Austin Mahone y RedOne | 3:39     |  |
| 8.         | «Shadow» (Versión acústica) | Aleena Gibson, Austin Mahone, RedOne y Ameerah A. Roelants | 3:48     |  |
| 59:16      |                             | |          |  |

- International bonus track

| [ 9 ] [ 10 ] [ 11 ] [ 12 ] [ 13 ] [ 14 ] |                   |                                                                   |          |  |
| N.º                                      | Título            | Escritor(es)                                                      | Duración |  |
| 9.                                       | «What About Love» | Mahone, RedOne, Joker, Junior, Hajji, Mohombi Moupondo, Starchild | 3:23     |  |

## Semanales
| Bélgica (Flandes) | Ultratop 200 Albums    | 60  |
| Bélgica (Valonia) | Ultratop 200 Albums    | 129 |
| Canadá            | Canadian Albums        | 11  |
| Dinamarca         | Danish Albums Chart    | 18  |
| España            | Spanish Albums Chart   | 27  |
| Estados Unidos    | Billboard 200          | 5   |
| Estados Unidos    | Digital Albums         | 2   |
| Italia            | Italian Albums Chart   | 12  |
| Noruega           | Norwegian Albums Chart | 11  |
| Países Bajos      | Dutch Albums Top 100   | 42  |